# Норико Баба
Норико Баба (јап. 馬場 典子; 4. мај 1977) бивша је јапанска фудбалерка.

## Репрезентација
За репрезентацију Јапана дебитовала је 2001. године. За тај тим одиграла је 5 утакмица.

## Статистика
| Јапан  | Јапан | Јапан |
| Год.   | Ута.  | Гол.  |
| ------ | ----- | ----- |
| 2001   | 4     | 0     |
| 2002   | 1     | 0     |
| Укупно | 5     | 0     |